# Förgyllda Lejonet

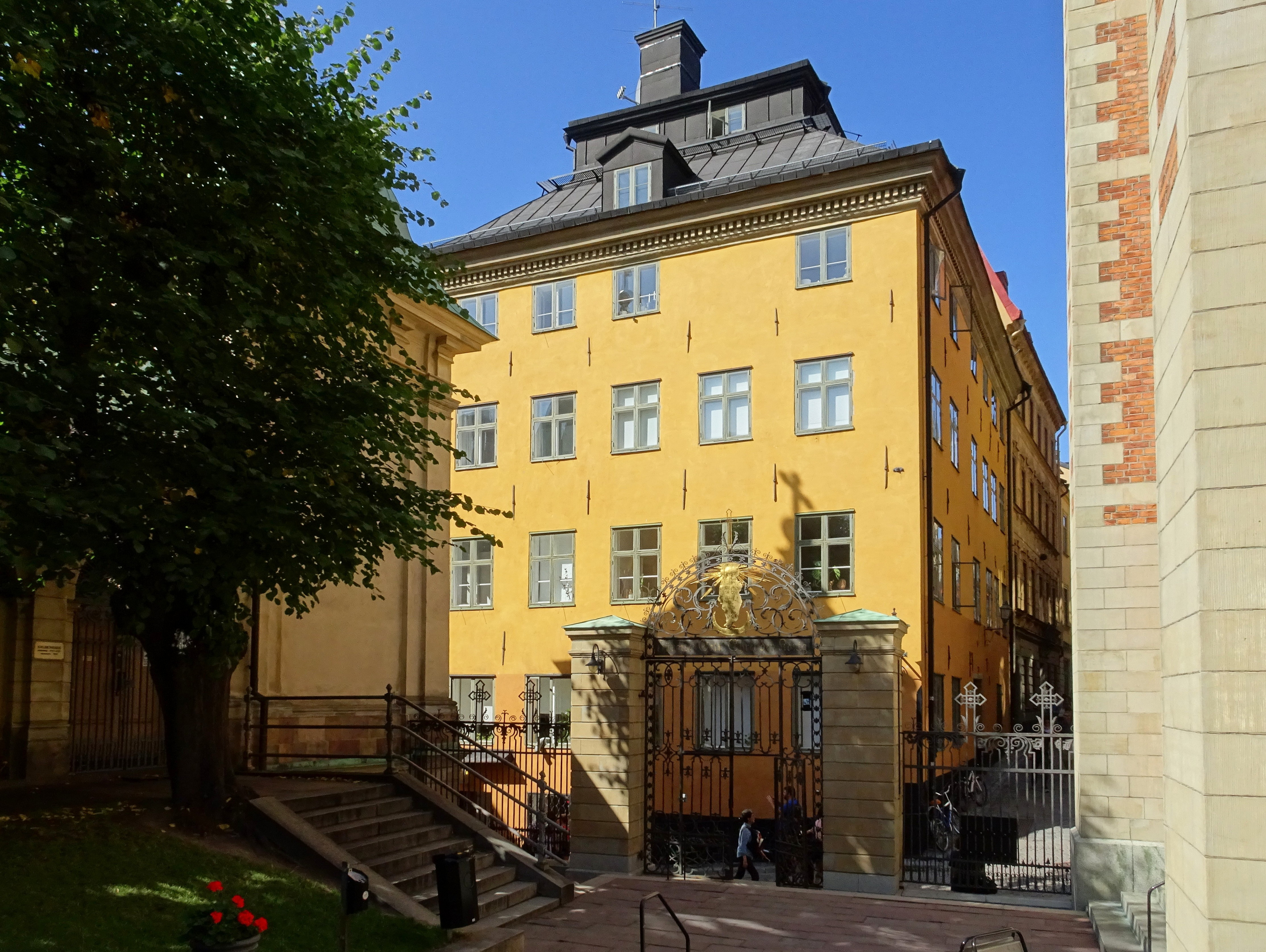
Fastigheten Atlas 8 vid Tyska brinken 24 där Förgyllda Lejonet hade sina lokaler. Till höger skymtar ett hörn av Tyska kyrkan.

Förgyllda Lejonet (även Tyska Lejonet och Lejonet) var ett känt värdshus i kvarteret Atlas i hörnet Tyska brinken / Skomakargatan i Gamla stan, Stockholm. Stället har funnits från 1605 och i olika former fram till 1800-talets slut. Huset, som ägs av Svenska Akademin, rymmer numera ett galleri i souterräng, kontor på bottenplan och i övrigt lägenheter. Inte långt härifrån låg ungefär samtidigt en annan historisk krog, kallad Källaren Verkehrete Welt. 

## Historik

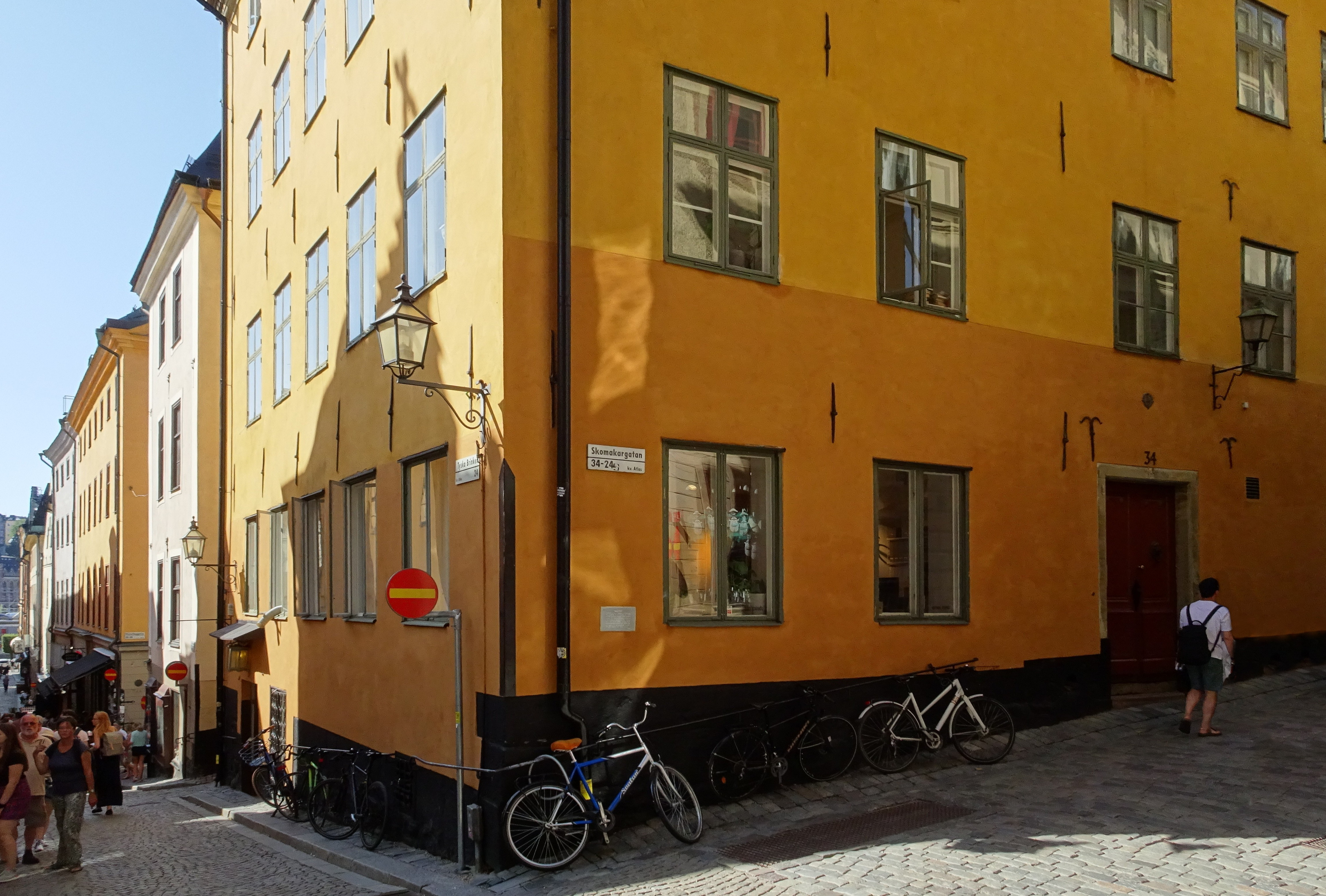
Hörnet Tyska brinken / Skomakargatan.

Enligt Karl IX:s förordning från 1605 om rätten för gästgiverierna att köpa utländska viner och öl i Staden mellan broarna skulle det finnas sex öppna värdshus och två gårkök. Som igenkänningstecken skulle de hänga ut skyltar med symboler som tre konor, en blå örn, ett förgyllt lejon, en grip, en sol och en måne. På de viset föddes Stockholms tidiga värdshusnamn: Tre Kronor (i kvarteret Proserpina), Blå Örn (i kvarteret Medusa), Förgyllda Lejonet (i kvarteret Atlas) Gripen (i kvarteret Trivia), Solen (i kvarteret Medea) och Månen (i kvarteret Cupido).
Skyltarna knöts även till vissa krögare, så skulle tre kronor gå till Hendrich Luntenkröger Danitz, den blåa örnen till Didrik Bökman, det förgyllda lejonet till Hans Meyer (eller Meijer). En grip skulle användas av Meinert Feltman, solen av Hans Nielsson och månen av Didrik Fisk.

## Förgyllda Lejonet

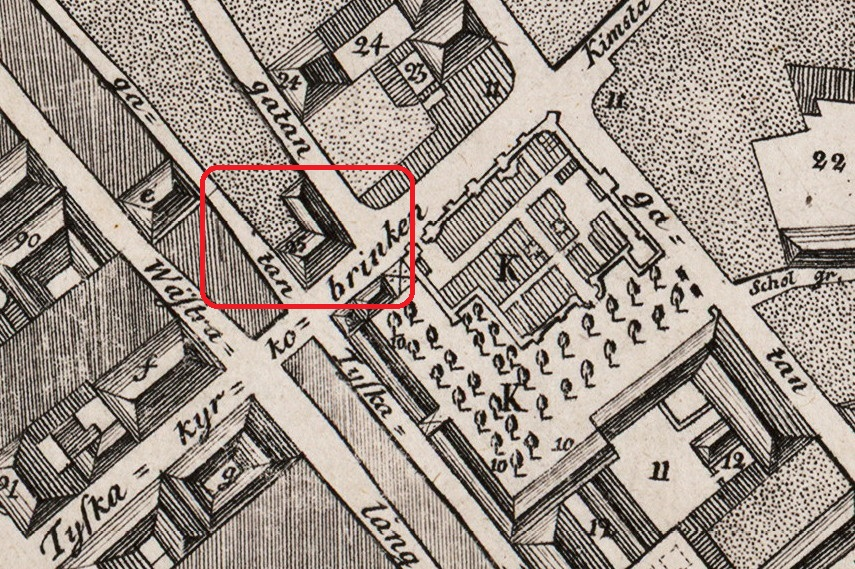
Brolins karta från 1791.

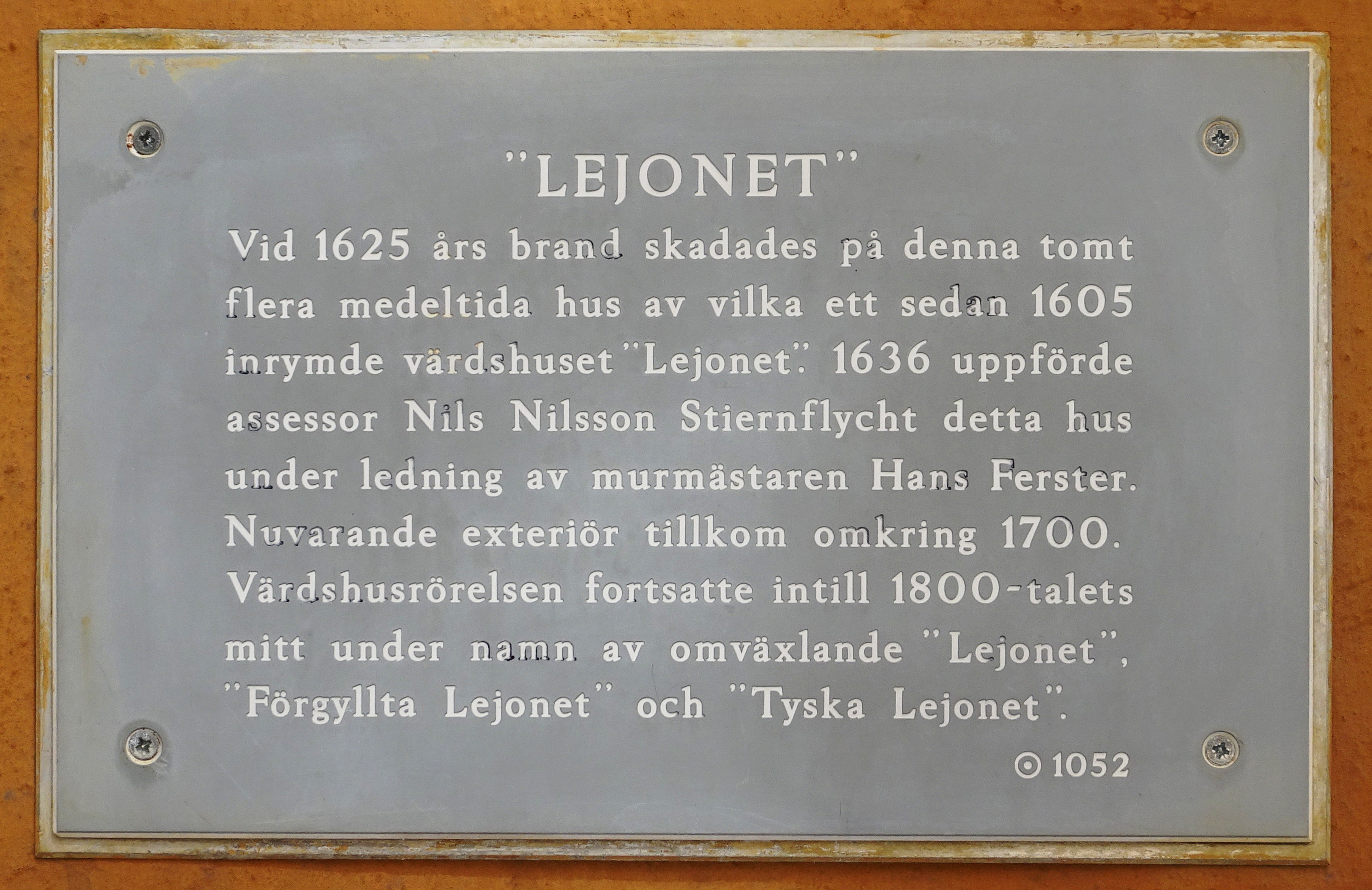
Informationstavla.

Den som 1605 öppnade värdshuset med skylten Förgyllda Lejonet vid Tyska brinken, mittemot Tyska kyrkan, var kryddkrämaren Hans Meijer (eller Meyer). Hans dotter, Margareta Hansdotter Meijer, gifte sig 1691 med den framstående tyske industrimannen Hinrich Lemmens och blev 83 år gammal. Hur gammal Hans Meijer blev är inte känt, men han efterträddes ganska snart som värdshusvärd förmodligen av en son med samma namn. 
Huset och värdshuset förstördes vid Stora branden 1625. Byggnaden återuppfördes på nytt 1636–1637 för assessor Nils Nilsson (adlat Stiernflycht). Byggmästare var den tysk-svenske murarmästaren Hans Ferster (eller Förster) som samtidigt även byggde på intilliggande Tyska kyrkan. I början av 1700-talet drevs Lejonet av vinskänken och källarmästaren Valentin Sabbath som även ägde Källaren Rostock vid Västerlånggatan 45. Han gav området Sabbatsberg sitt namn där han hade en malmgård och ytterligare ett värdshus. 
"Wärdshuset Lejonet" framgår även på Jonas Brolins Stockholmskarta från 1791 och är där markerat med nr. 25. Fram till 1800-talets slut existerade värdshuset på denna adress med olika namn som Tyska Lejonet, Förgyldte Lejonet och Lejonet.